# Virginia Polytechnic Institute and State University
Virginia Polytechnic Institute and State University, beter bekend onder de naam Virginia Tech (afgekort VT), is een polytechnische universiteit gelegen in de Amerikaanse stad Blacksburg, in Virginia, Verenigde Staten. De universiteit bestaat sinds 1872, en wordt sinds 2014 geleid door directeur Timothy David Sands.
Op de universiteit studeren ruim 28.000 mensen. De campus heeft een oppervlakte van ruim 10 vierkante kilometer en bestaat naast de universiteitsgebouwen uit onder andere woongebouwen voor de studenten, sportvelden, stadions, een golfbaan en een luchthaven.

## Schietpartijen
Op 16 april 2007 vonden er verschillende schietpartijen plaats op de universiteit, waarbij minstens 33 doden vielen (waaronder de dader) en 29 gewonden. De dader werd de volgende dag geïdentificeerd als de 23-jarige Zuid-Koreaan Cho Seung-hui, die aan Virginia Tech Engels studeerde. Seung-hui schoot zichzelf door zijn hoofd na zijn daad.
Op 8 december 2011 vond er wederom een schietpartij plaats. Hierbij werden minstens twee personen doodgeschoten.

## Afbeeldingen

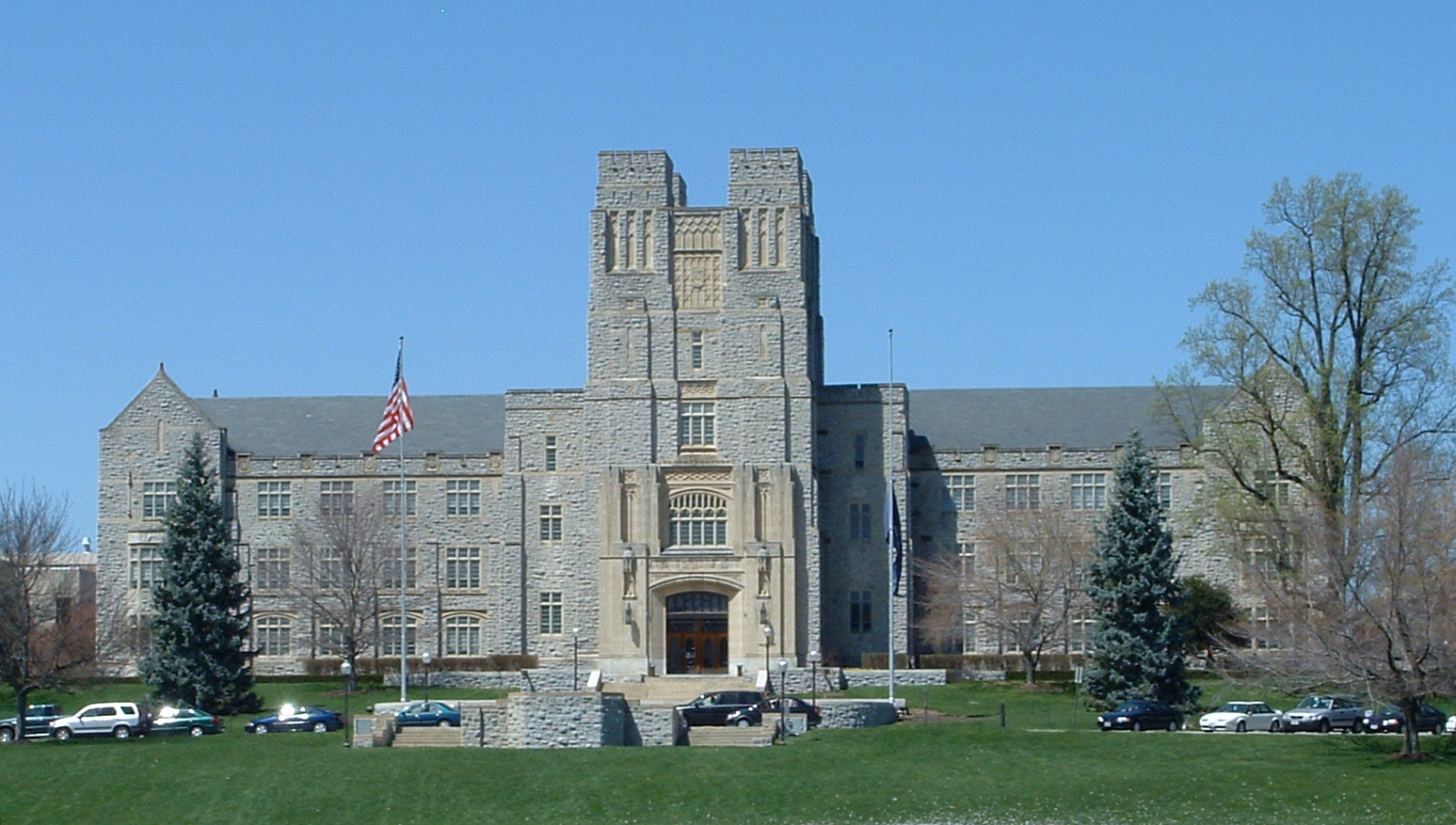
Burruss Hall, het hoofdgebouw
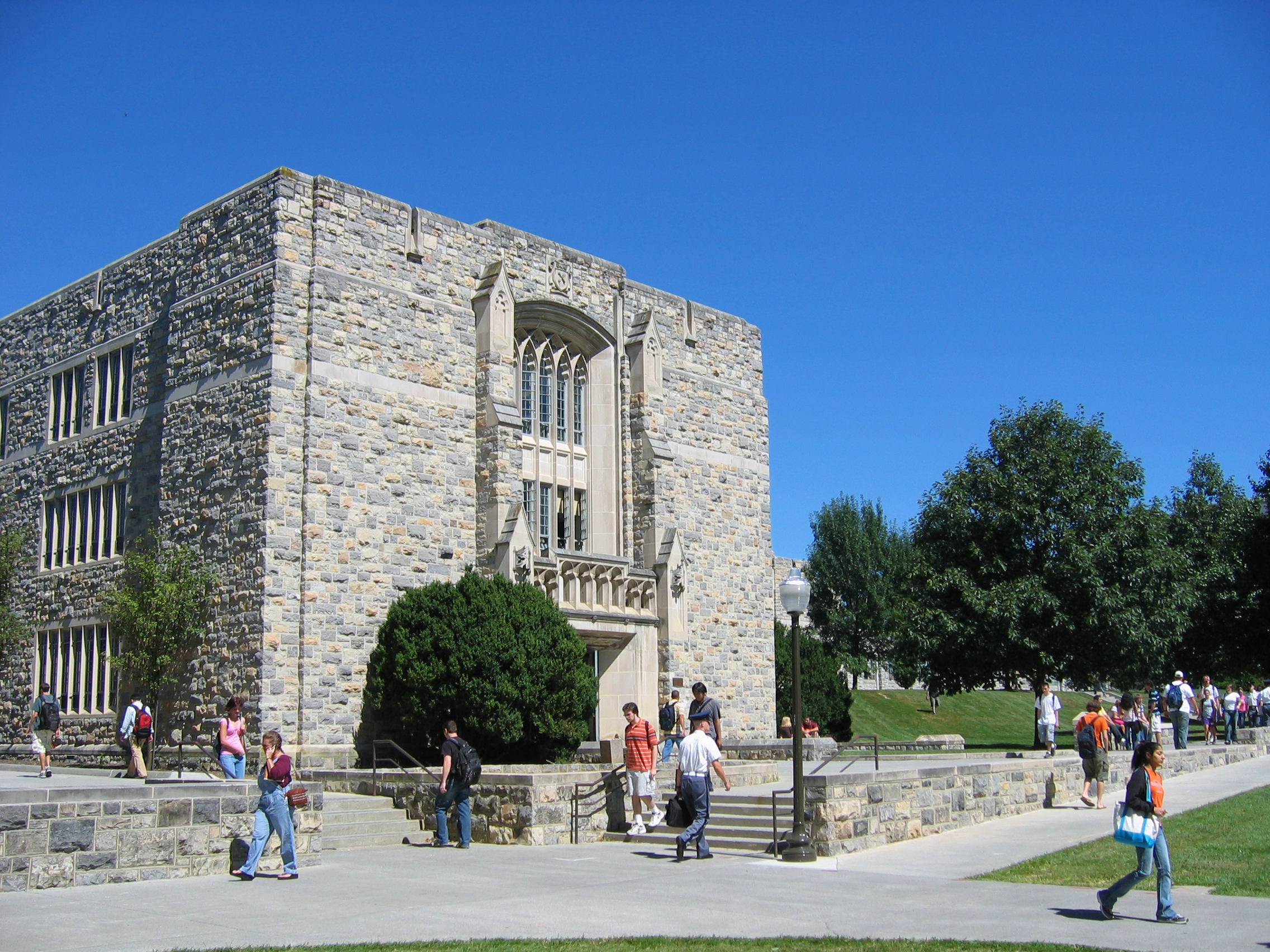
Norris Hall, waar de tweede schietpartij plaatsvond
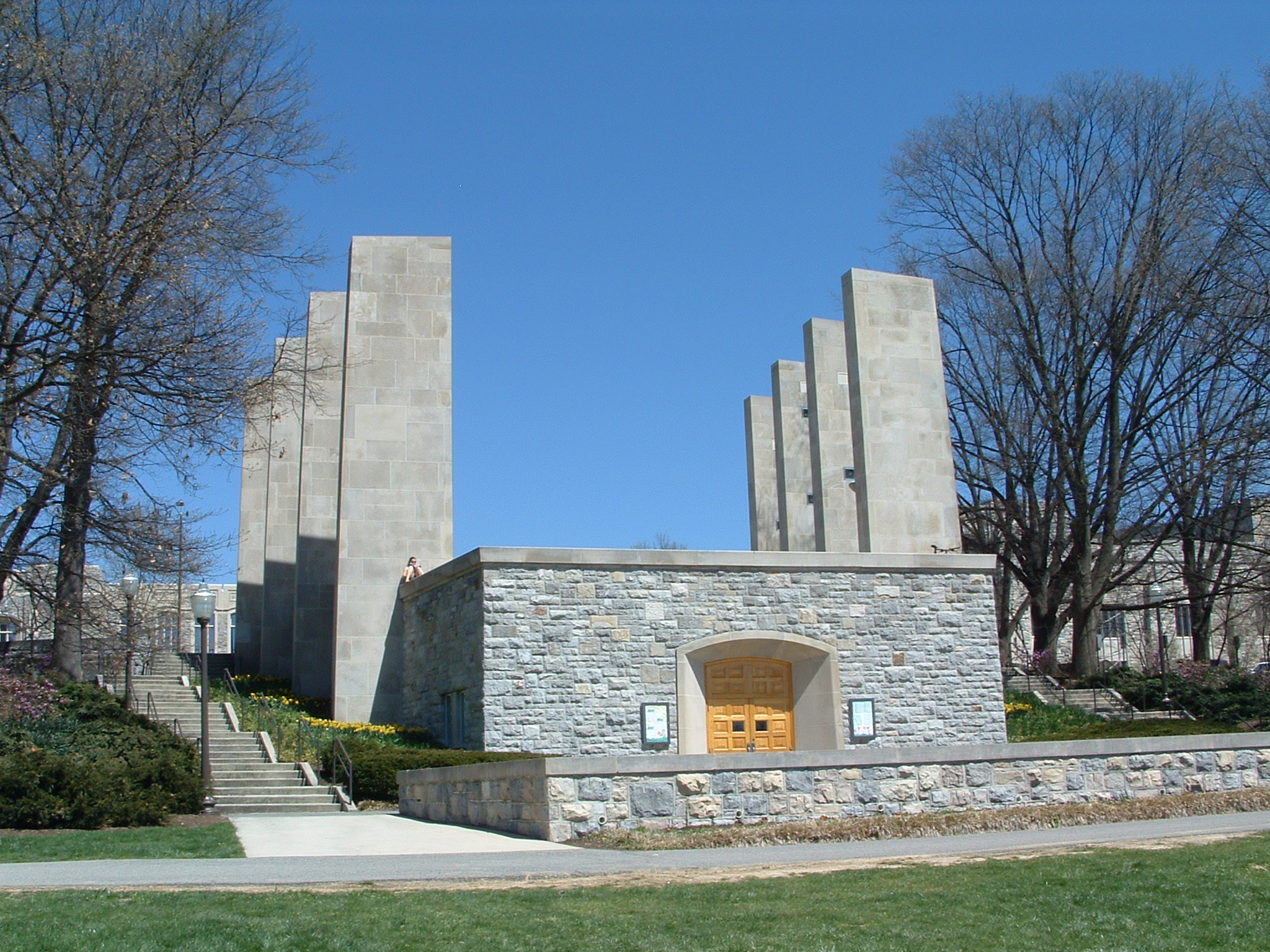
War Memorial Chapel
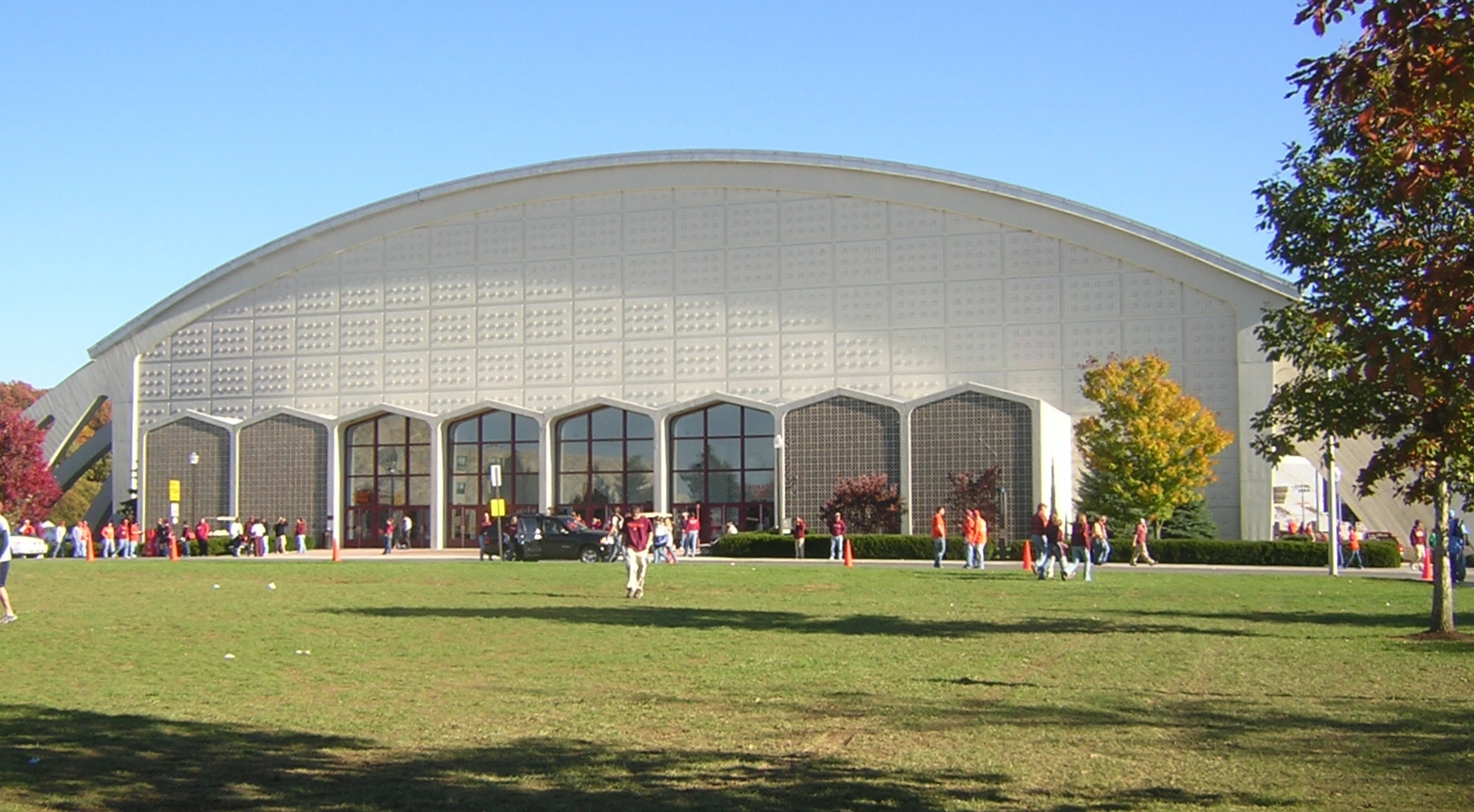
Cassell Coliseum, het basketbalstadion
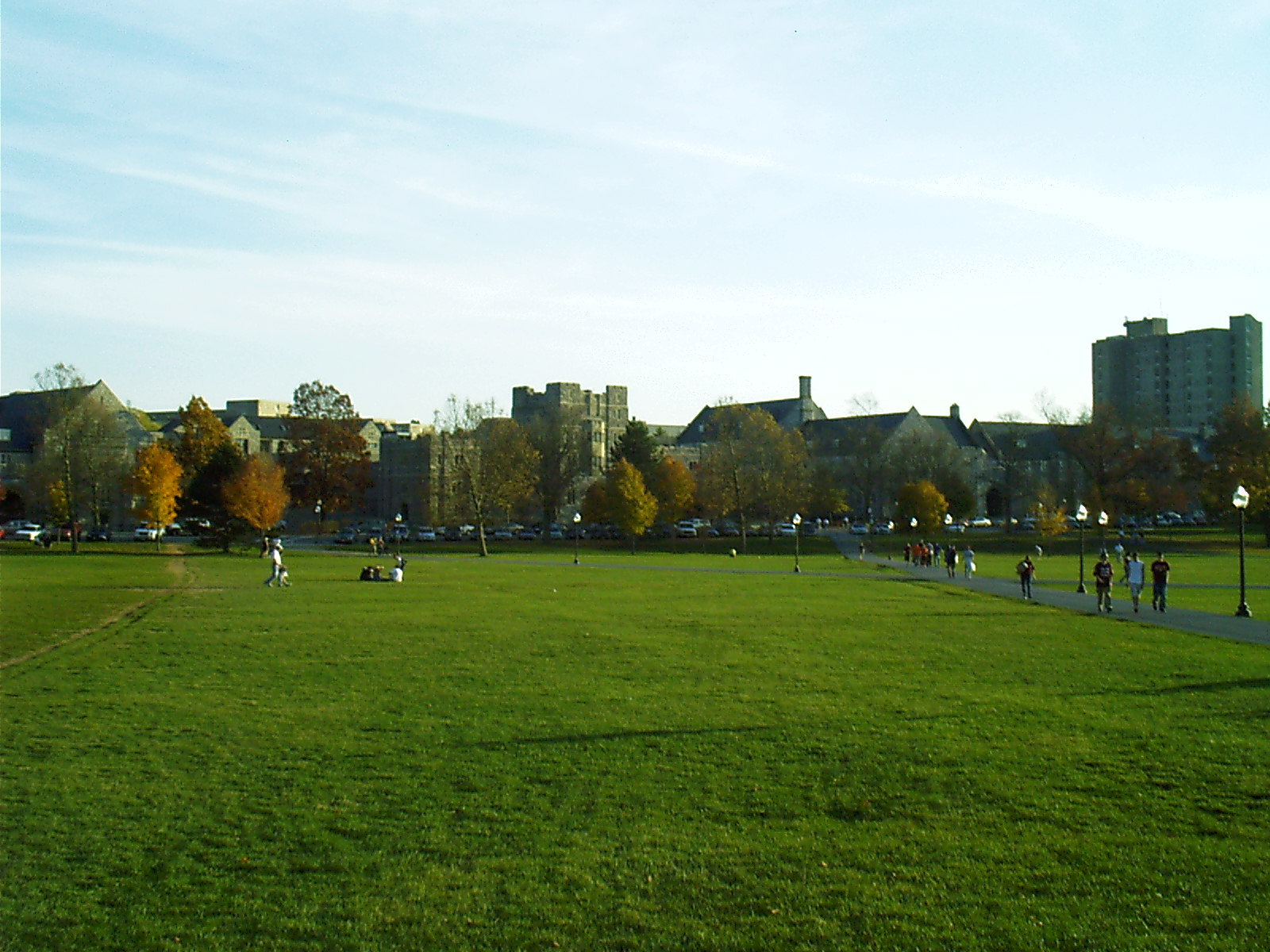
Het "Drillfield" tussen de twee gebouwen waar de schietpartijen plaatsvonden